# U 31 (U-Boot, 1914)
U 31 war ein U-Boot, das für die deutsche Kaiserliche Marine gebaut wurde.

## Bau und Indienststellung
Das Boot war ein sogenanntes Zweihüllenboot, welches als Hochseeboot in einem Amtsentwurf konzipiert wurde. Die Bestellung für das U-Boot wurde am 29. März 1912 erteilt und am 12. Oktober 1912 wurde es auf Kiel gelegt. Es lief am 7. Januar 1914 bei der Germaniawerft in Kiel vom Stapel und wurde am 18. September 1914 unter Oberleutnant zur See Siegfried Wachendorff, seinem einzigen Kommandanten, in Dienst gestellt. Wachendorff kam beim Untergang von U 31 ums Leben.

## Technik
Das U-Boot war 64,7 m lang, 6,32 m breit und hatte einen Tiefgang von 3,56 m sowie eine Verdrängung von 685 Tonnen über und 878 Tonnen unter Wasser. Die Besatzung bestand aus 35 Mann, wovon vier Offiziere waren. Die Maschinen für die Überwasserfahrt waren zwei Sechs-Zylinder-Viertakt-Dieselmotoren, welche bei der Germaniawerft gebaut wurden und eine Leistung von 1.361 kW (1.850 PS) hatten. Zur Unterwasserfahrt kamen zwei SSW-Doppel-Modyn-Elektromotoren mit 880 kW (1.200 PS) zum Einsatz. Damit waren Geschwindigkeiten von 16,4 kn (über Wasser) bzw. 9,7 kn (unter Wasser) möglich. Der Aktionsradius betrug bis zu 8790 NM bei Überwasserfahrt. Bei getauchter Fahrt mit 5 kn wurden 80 NM erreicht bei einer maximalen Tauchtiefe von 50 Meter. Die sechs mitgeführten Torpedos konnten über zwei Bug- und zwei Heckrohre verschossen werden.

## Einsätze und Verbleib

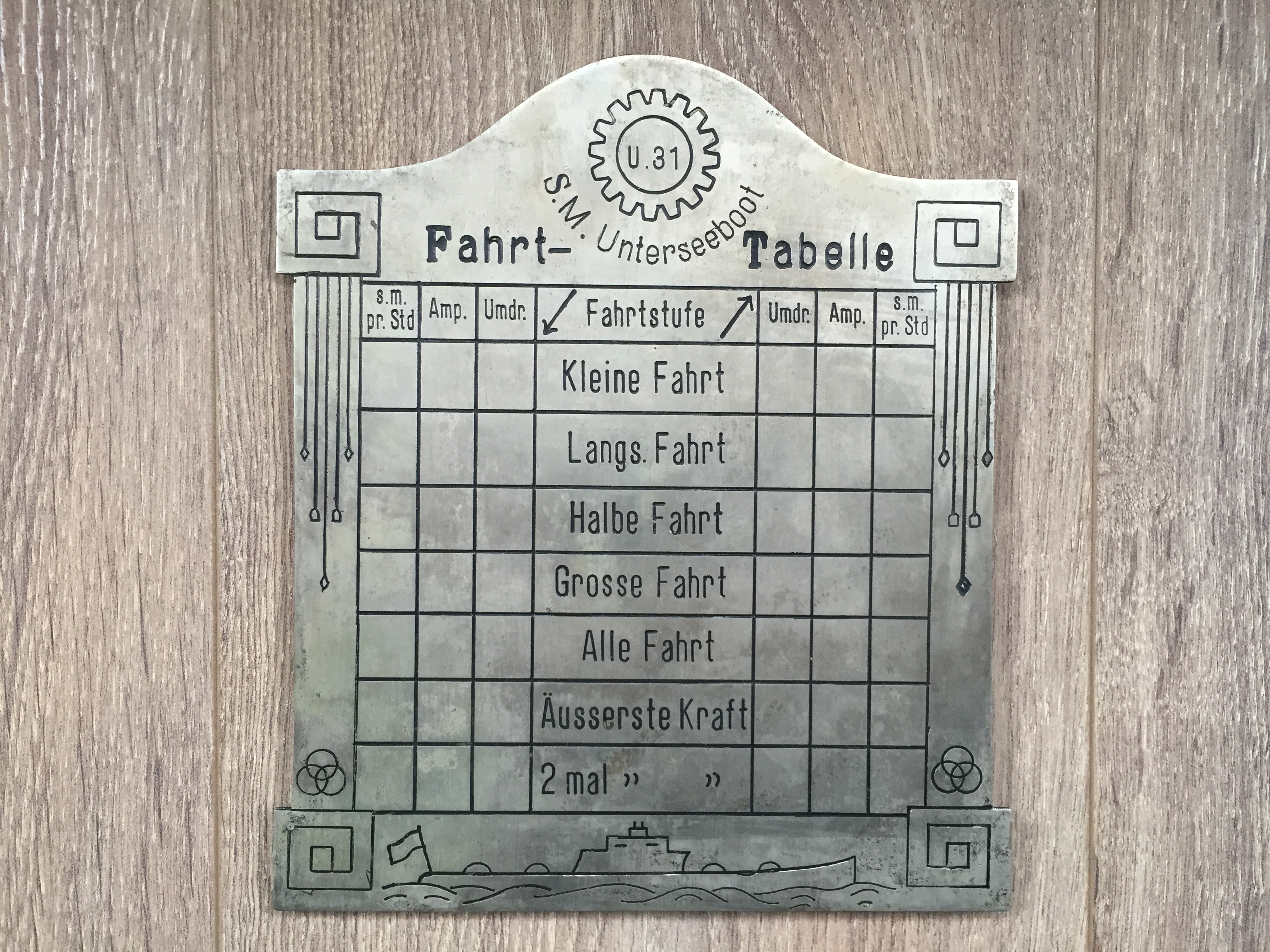
Die vom Wrack geborgene Fahrttabelle, mit der das Wrack identifiziert werden konnte.

U 31 führte nur eine unvollständige Feindfahrt durch, auf der keine Versenkungen erzielt wurden. Es lief am 13. Januar 1915 zum Operationsgebiet „Hoofden–Smith Knoll“ vor der Südostküste Englands aus. Seither galt das Boot als verschollen. Alle 35 Besatzungsmitglieder einschließlich des Kommandanten Oberleutnant zur See Wachendorff starben.
Im September 2012 spürte das niederländische Unternehmen Fugro, das im Auftrag von ScottishPower und Vattenfall den Meeresgrund mit Sonar für den Bau eines Windparks untersuchte, rund 55 Meilen (ca. 89 km) vor der Küste von Norfolk in 30 m Wassertiefe ein Wrack auf, das man dort nicht erwartet hatte. Zunächst wurde vermutet, es handele sich bei dem Fund um das letzte noch vermisste niederländische U-Boot O 13  aus dem Zweiten Weltkrieg. Anhand von Filmaufnahmen, die Taucher anschließend von dem Wrack machten und einer Metalltafel, die mit „SM Unterseeboot U.31“ beschriftet ist und die niederländische Marinetaucher aus der Brücke des Bootes bargen, konnte das U-Boot eindeutig identifiziert werden.
Laut dem Unterwasser-Archäologen Mark Dunkley ist davon auszugehen, dass U 31 durch eine Mine zerstört wurde und mitsamt der 35-köpfigen Besatzung auf den Meeresboden sank. Der Fundort des U-Boots ist nun eine offizielle Kriegsgräberstätte, der dort geplante Windpark wird an anderer Stelle errichtet.